# Lijst van Eerste Kamerleden 1946-1948
Lijst van Eerste Kamerleden 1946-1948 geeft een overzicht van de leden van de Nederlandse Eerste Kamer in de periode tussen de verkiezingen van 1946 en de verkiezingen van 1948. De zittingsperiode van de Eerste Kamer ging in op 23 juli 1946 en eindigde op 27 juli 1948 door tussentijdse ontbinding van de Eerste Kamer. 
De Eerste Kamer telde 50 leden, gekozen door de leden van Provinciale Staten in de elf provincies. Eerste Kamerleden werden gekozen voor een termijn van zes jaar; om de drie jaar werd de helft van de Eerste Kamer vernieuwd.
| Naam                         | politieke partij                | KG  | begindatum       | einddatum        | refs   |
| ---------------------------- | ------------------------------- | --- | ---------------- | ---------------- | ------ |
| Hendrik Algra                | Anti-Revolutionaire Partij      | III | 23 juli 1946     | 27 juli 1948     | [ 1 ]  |
| Anne Anema                   | Anti-Revolutionaire Partij      | IV  | 23 juli 1946     | 27 juli 1948     | [ 2 ]  |
| Hubert van Asch van Wijck    | Anti-Revolutionaire Partij      | I   | 23 juli 1946     | 9 maart 1947     | [ 3 ]  |
| Ton Barge                    | Katholieke Volkspartij          | IV  | 23 juli 1946     | 27 juli 1948     | [ 4 ]  |
| Bernard Berger               | Katholieke Volkspartij          | I   | 23 juli 1946     | 27 juli 1948     | [ 5 ]  |
| Egbertus Beumer              | Anti-Revolutionaire Partij      | II  | 23 juli 1946     | 5 oktober 1946   | [ 6 ]  |
| Arend Biewenga               | Anti-Revolutionaire Partij      | II  | 7 november 1946  | 27 juli 1948     | [ 7 ]  |
| Jaap Brandenburg             | Communistische Partij Nederland | III | 23 juli 1946     | 27 juli 1948     | [ 8 ]  |
| Jan van den Brink            | Katholieke Volkspartij          | II  | 23 juli 1946     | 20 januari 1948  | [ 9 ]  |
| Edward Brongersma            | Partij van de Arbeid            | I   | 23 juli 1946     | 27 juli 1948     | [ 10 ] |
| Adrianus de Bruijn           | Katholieke Volkspartij          | I   | 23 juli 1946     | 27 juli 1948     | [ 11 ] |
| Jaap Cramer                  | Partij van de Arbeid            | II  | 23 juli 1946     | 27 juli 1948     | [ 12 ] |
| Nico Donkersloot             | Partij van de Arbeid            | IV  | 23 juli 1946     | 27 juli 1948     | [ 13 ] |
| Hugo de Dreu                 | Partij van de Arbeid            | II  | 17 februari 1947 | 27 juli 1948     | [ 14 ] |
| Huub Hermans                 | Communistische Partij Nederland | III | 23 juli 1946     | 27 juli 1948     | [ 15 ] |
| Gerrit van Heuven Goedhart   | Partij van de Arbeid            | III | 22 oktober 1947  | 27 juli 1948     | [ 16 ] |
| Jan Hommes                   | Anti-Revolutionaire Partij      | I   | 4 juni 1947      | 27 juli 1948     | [ 17 ] |
| Jan Hoogland                 | Partij van de Arbeid            | IV  | 23 juli 1946     | 27 juli 1948     | [ 18 ] |
| Carolus Janssen de Limpens   | Katholieke Volkspartij          | I   | 23 juli 1946     | 27 juli 1948     | [ 19 ] |
| Piet Kerstens                | Katholieke Volkspartij          | I   | 23 juli 1946     | 27 juli 1948     | [ 20 ] |
| Johan van de Kieft           | Partij van de Arbeid            | IV  | 23 juli 1946     | 27 juli 1948     | [ 21 ] |
| Arie Kievit                  | Partij van de Arbeid            | IV  | 14 april 1948    | 27 juli 1948     | [ 22 ] |
| Anthoon Koejemans            | Communistische Partij Nederland | IV  | 23 juli 1946     | 23 februari 1948 | [ 23 ] |
| Gualthérus Kolff             | Christelijk-Historische Unie    | II  | 23 juli 1946     | 27 juli 1948     | [ 24 ] |
| Hans Kolfschoten             | Katholieke Volkspartij          | IV  | 23 juli 1946     | 27 juli 1948     | [ 25 ] |
| Evert Kraaijvanger           | Katholieke Volkspartij          | III | 23 juli 1946     | 27 juli 1948     | [ 26 ] |
| Jacob Kramer                 | Partij van de Arbeid            | I   | 23 juli 1946     | 27 juli 1948     | [ 27 ] |
| Roelof Kranenburg            | Partij van de Arbeid            | II  | 23 juli 1946     | 27 juli 1948     | [ 28 ] |
| Cor Kropman                  | Katholieke Volkspartij          | III | 23 juli 1946     | 27 juli 1948     | [ 29 ] |
| Harry van Lieshout           | Katholieke Volkspartij          | I   | 23 juli 1946     | 27 juli 1948     | [ 30 ] |
| Anthonie Molenaar            | Partij van de Vrijheid          | IV  | 23 juli 1946     | 27 juli 1948     | [ 31 ] |
| Jan van de Mortel            | Katholieke Volkspartij          | I   | 23 juli 1946     | 21 december 1947 | [ 32 ] |
| Herman Nijkamp               | Katholieke Volkspartij          | II  | 23 juli 1946     | 27 juli 1948     | [ 33 ] |
| Henk Oosterhuis              | Partij van de Arbeid            | II  | 23 juli 1946     | 27 juli 1948     | [ 34 ] |
| Rommert Pollema              | Christelijk-Historische Unie    | III | 23 juli 1946     | 27 juli 1948     | [ 35 ] |
| Johannes Reijers             | Christelijk-Historische Unie    | I   | 23 juli 1946     | 27 juli 1948     | [ 36 ] |
| Marius Reinalda              | Partij van de Arbeid            | III | 23 juli 1946     | 18 maart 1947    | [ 37 ] |
| Liesbeth Ribbius Peletier    | Partij van de Arbeid            | II  | 23 juli 1946     | 16 januari 1947  | [ 38 ] |
| Willem Rip                   | Anti-Revolutionaire Partij      | II  | 23 juli 1946     | 27 juli 1948     | [ 39 ] |
| Joop van Santen              | Communistische Partij Nederland | II  | 23 juli 1946     | 27 juli 1948     | [ 40 ] |
| Jan Schalker                 | Communistische Partij Nederland | IV  | 13 juli 1948     | 27 juli 1948     | [ 41 ] |
| Jan Schipper                 | Anti-Revolutionaire Partij      | IV  | 23 juli 1946     | 27 juli 1948     | [ 42 ] |
| Jan Schneider                | Katholieke Volkspartij          | II  | 23 juli 1946     | 27 juli 1948     | [ 43 ] |
| Alphonse Steinkühler         | Katholieke Volkspartij          | I   | 23 juli 1946     | 27 juli 1948     | [ 44 ] |
| Dirk Stikker                 | Partij van de Vrijheid          | III | 23 juli 1946     | 27 juli 1948     | [ 45 ] |
| Nico Stufkens                | Partij van de Arbeid            | III | 23 juli 1946     | 9 september 1947 | [ 46 ] |
| Martina Tjeenk Willink       | Partij van de Arbeid            | III | 23 juli 1946     | 27 juli 1948     | [ 47 ] |
| Joris in 't Veld             | Partij van de Arbeid            | IV  | 23 juli 1946     | 2 maart 1948     | [ 48 ] |
| Huub van Velthoven           | Katholieke Volkspartij          | I   | 23 juli 1946     | 27 juli 1948     | [ 49 ] |
| Harrie Verheij               | Katholieke Volkspartij          | II  | 18 februari 1948 | 27 juli 1948     | [ 50 ] |
| Gerrit Vixseboxse            | Christelijk-Historische Unie    | II  | 23 juli 1946     | 27 juli 1948     | [ 51 ] |
| Herman van Voorst tot Voorst | Katholieke Volkspartij          | IV  | 23 juli 1946     | 27 juli 1948     | [ 52 ] |
| Floor Wibaut                 | Partij van de Arbeid            | III | 6 mei 1947       | 27 juli 1948     | [ 53 ] |
| René Wijers                  | Katholieke Volkspartij          | I   | 4 februari 1948  | 27 juli 1948     | [ 54 ] |
| Frans Wijffels               | Katholieke Volkspartij          | I   | 23 juli 1946     | 27 juli 1948     | [ 55 ] |
| Rob Woltjer                  | Anti-Revolutionaire Partij      | III | 23 juli 1946     | 27 juli 1948     | [ 56 ] |
| Kees Woudenberg              | Partij van de Arbeid            | III | 23 juli 1946     | 27 juli 1948     | [ 57 ] |
| Roelof Zegering Hadders      | Partij van de Vrijheid          | II  | 23 juli 1946     | 27 juli 1948     | [ 58 ] |
| Johannes de Zwaan            | Christelijk-Historische Unie    | IV  | 23 juli 1946     | 27 juli 1948     | [ 59 ] |